# Komory na Mistrzostwach Świata w Lekkoatletyce 2019
Komory na Mistrzostwach Świata w Lekkoatletyce 2019 – reprezentacja Komorów podczas mistrzostw świata w Doha liczyła tylko jednego zawodnika, sprintera Fadane Hamadi, specjalizującego się w biegach przez płotki.

## Skład reprezentacji

### Mężczyźni
| Zawodnik      | Konkurencja                | Eliminacje | Eliminacje | Półfinał | Półfinał | Finał | Finał   |
| Zawodnik      | Konkurencja                | Wynik      | Pozycja    | Wynik    | Pozycja  | Wynik | Pozycja |
| ------------- | -------------------------- | ---------- | ---------- | -------- | -------- | ----- | ------- |
| Fadane Hamadi | Bieg na 110 m przez płotki | 14,79 s    | 36.        | NQ       | NQ       | NQ    | NQ      |